# Episodi di Naturalmente Sadie! (seconda stagione)
La seconda stagione della serie televisiva Naturalmente Sadie! è stata trasmessa in anteprima in Canada da Family Channel tra il 2 aprile 2006 e il 14 gennaio 2007.
| nº | Titolo originale            | Titolo italiano | Prima TV Canada   | Prima TV Italia |
| -- | --------------------------- | --------------- | ----------------- | --------------- |
| 1  | Risky Business              |                 | 2 aprile 2006     |                 |
| 2  | Year of the Dragon          |                 | 9 aprile 2006     |                 |
| 3  | Home Alone                  |                 | 16 aprile 2006    |                 |
| 4  | Maximum Overdrive           |                 | 23 aprile 2006    |                 |
| 5  | Election                    |                 | 30 aprile 2006    |                 |
| 6  | The Last Waltz              |                 | 7 maggio 2006     |                 |
| 7  | The Upside of Anger         |                 | 14 maggio 2006    |                 |
| 8  | Double Jeopardy             |                 | 21 maggio 2006    |                 |
| 9  | Brother from Another Planet |                 | 28 maggio 2006    |                 |
| 10 | The Parent Trap             |                 | 24 giugno 2006    |                 |
| 11 | The Great Outdoors          |                 | 8 luglio 2006     |                 |
| 12 | Prêt à Porter               |                 | 29 luglio 2006    |                 |
| 13 | Rashômon                    |                 | 10 settembre 2006 |                 |
| 14 | The Mask                    |                 | 17 settembre 2006 |                 |
| 15 | Meet the Hawthornes         |                 | 24 settembre 2006 |                 |
| 16 | Play It Again, Sadie        |                 | 1º ottobre 2006   |                 |
| 17 | Match Me If You Can         |                 | 8 ottobre 2006    |                 |
| 18 | Ghouls Just Wanna Have Fun  |                 | 14 ottobre 2006   |                 |
| 19 | Working Stiffs              |                 | 22 ottobre 2006   |                 |
| 20 | English Patience            |                 | 29 ottobre 2006   |                 |
| 21 | Two of a Kind               |                 | 5 novembre 2006   |                 |
| 22 | Rules Rush In               |                 | 12 novembre 2006  |                 |
| 23 | The Bennett Club            |                 | 19 novembre 2006  |                 |
| 24 | A Very Sadie Christmas      |                 | 16 dicembre 2006  |                 |
| 25 | As Bad as It Gets           |                 | 7 gennaio 2007    |                 |
| 26 | Sliding Closet Doors        |                 | 14 gennaio 2007   |                 |